# Gérard Defaux
Gérard Defaux, né le 9 mai 1937 et mort le 31 décembre 2004, est un romaniste français, spécialiste de Clément Marot et de François Rabelais.

## Biographie

### Jeunesse et études
Il étudie au Lycée Henri-IV avant d'intégrer l'École normale supérieure de Saint-Cloud. Il soutient sa thèse le 7 décembre 1967 à la Sorbonne sur François Rabelais et les Sophistes, sous la direction de Verdun-Léon Saulnier.

### Parcours professionnel
À partir de 1981, il enseigne la littérature française à l'Université Johns-Hopkins, dont il devient directeur du département des langues romanes.
Gérard Defaux travaille notamment sur François Rabelais, sur lequel il publie un ouvrage monumental en 1997. Son édition du Quart livre publiée au Livre de Poche en 1994 est choisie pour le programme de l'agrégation en 2012.
En 1997, il reçoit les palmes académiques et, en l'an 2000, il est fait chevalier des Arts et Lettres par François Bujon de l'Estang, ambassadeur de France aux États-Unis.
Il meurt à 67 ans d'une tumeur au cerveau et est inhumé au cimetière du Père-Lachaise le 7 janvier 2005.

### Vie privée
Il est marié à Anne ; le couple a deux enfants, Olivier et Emmanuelle, et quatre petits-enfants en 2005.